# 김성탁 (정치인)
김성탁(金成鐸, 1922년 2월 28일 ~ 2007년 4월 28일)은 경상남도 울산 출신 대한민국의 기업인, 정치인이다. 제4대 국회의원을 역임했다. 호는 풍곡(豊谷), 본관은 김해(金海), 종교는 불교이다. 

## 학력
- 김해 대사보통학교
- 일본 대성중학교 중퇴
- 경희대학교 법과대학 졸업

## 경력
- 경남 문엽공업조합 이사장 취임
- 풍곡탄광주식회사 창립자 겸 대표이사
- 성풍탄광주식회사 대표이사

## 역대 선거 결과
|  | 48.92% |

|  | 20.54% |

|  | 45.15% |

|  | 2.08% |

|  | 14.46% |